# 森沙耶香
森沙耶香（日语：／ Mori Sayaka，1988年9月29日—）是一名出生於日本埼玉縣的壘球選手，司職外野手，目前效力於日本壘球聯盟Bic Camera高崎。她曾隨隊參加2020年夏季奧林匹克運動會壘球比賽，結果獲得金牌。

## 獎項
- 日本女子壘球聯盟打擊王：1回（2013年）
- 日本女子壘球聯盟最佳九人：3回（指定打擊部門：2013年、2017年、2019年）